# Аллевина, Джим
Джим Эмилье́н Нгове́ Аллевина́ (фр. Jim Émilien Ngowet Allevinah; род. 27 февраля 1995, Ажен, метрополия Франции) — габонский футболист, нападающий клуба «Анже» и сборной Габона.
Аллевина родился во Франции в семье выходцев из Габона.

## Клубная карьера
Аллевина начал профессиональную карьеру в клубе «Ажен». В 2014 году он дебютировал за основной состав. В 2015 году Джим покинул клуб и выступал за команды низших дивизионов «Мармандр», «Авирон Байонна» и «Ле-Пюи». Летом 2019 года Аллевина подписал контракт с «Клермоном». 26 июля в матче против «Шатору» он дебютировал в Лиге 2. 20 сентября в поединке против «Парижа» Джим забил свой первый гол за «Клермон». В 2021 году Аллевина помог клубу выйти в элиту. 8 августа в матче против «Бордо» он дебютировал в Лиге 1. 

## Международная карьера
23 марта 2019 года в отборочном матче Кубка Африки против сборной Бурунди Аллевина дебютировал за сборную Габона. 5 сентября 2021 года в отборочном матче чемпионата мира 2022 против сборной Египта Джим забил свой первый гол за национальную команду. В 2022 году Аллевина принял участие в Кубке Африки в Камеруне. На турнире он сыграл в матчах против команд Комор, Ганы, Марокко и Буркина-Фасо. В поединке против марокканцев и ганцев Джим забил по голу.

### Голы за сборную Габона
| #   | Дата            | Место                                | Противник | Счёт | Результат | Соревнование                     |
| --- | --------------- | ------------------------------------ | --------- | ---- | --------- | -------------------------------- |
| 01. | 5 сентября 2021 | Стейд де Франсвиль, Франсвиль, Габон | Египет    | 1:0  | 1:1       | Чемпионат мира 2022 квалификация |
| 02. | 16 ноября 2021  | Борг-эль-Араб, Борг-эль-Араб, Египет | Египет    | 1:1  | 2:1       | Чемпионат мира 2022 квалификация |
| 03. | 14 января 2022  | Стад Ахмаду Ахиджо, Яунде, Камерун   | Гана      | 1:1  | 1:1       | Кубок Африки 2021                |
| 04. | 18 января 2022  | Стад Ахмаду Ахиджо, Яунде, Камерун   | Марокко   | 1:0  | 2:2       | Кубок Африки 2021                |